# 中国兵器工業集団
中国兵器工業集団有限公司（ちゅうごくへいきこうぎょうしゅうだんゆうげんこうし、英: China North Industries Group Corporation、中: 中国兵器工业集团有限公司 ）は、国務院国有資産監督管理委員会の管理、監督する中国の中央企業である。
グループ傘下企業による装甲車、戦車、無人偵察機等の航空機、ミサイル、水陸両用車、爆弾等の軍事製品の製造を主に行う。民間向けにはレーダー・光学製品、各種機械、化学製品、爆発物やブラスト材の製造を行う。また、中国国内では土木建設や軍事防衛プロジェクトにも携わっている。
また、中国北方工業公司（ちゅうごくほっぽうこうぎょうこうし、英: North Industries Corporation、中: 中国北方工业公司 ）は、中国最大の国有兵器輸出企業である。社名英語表記の頭文字からNorinco（ノリンコ、ノーリンコ）を公式な略称とし、公式ウェブサイトのアドレスなどにも使用している。中国兵器工業集団の傘下にあるグループ会社である。
防衛製品、石油、鉱物等の分野で国際的なネットワークを持ち、国境監視システムや防空システム、軍事プロジェクト等で海外との貿易を行う。国内の軍需企業が必要とする生産財の輸入も行っている。

## 概要
1980年、当時中国各地にあった人民解放軍の兵器工廠を企業化して傘下に収める親会社として発足した。
現在は親会社としての役割を中国兵器工業集団有限公司に移し、中国北方工業公司はグループ内外の企業で扱っている物品の輸出入を取り仕切る商社として活動している。
軍事企業として活動に秘密の部分は多く、日本の経済産業省は外国ユーザーリストに指定している。一方で民生部門や海外ビジネスも手掛けているため、ある程度の情報公開を実施しており、日本企業と合弁で環境関連産業に関わっている例もある。
同社の公式サイトは主要事業として、以下の4分野を掲げている。
軍品（兵器・軍需品）
小火器、戦車・装甲車、地対空ミサイル、地対地ミサイル・ロケット、対戦車ミサイルなど陸軍向け装備や偵察・監視・通信機器。
ただし、同社の公式サイトに掲載されている小火器の殆どはノリンコグループに属していない中国南方工業集団の傘下企業による製品である。
民品（民生品）
鉱山用を含む大型トラック、工場設備、人工ダイヤモンドなどの化学製品、電子機器、北斗衛星測位システム関連事業。
戦略資源
油田・天然ガス田や鉱山の開発、パイプライン設置。
流通服務（サービス）
運輸、金融、貿易、鉄道・発電所などのインフラ建設。
各国で開催される小火器・地上兵器の見本市で各社ブースへの非常に精力的な情報収集活動を行うことが知られている。

## 火器輸出
これまで国家の事業として輸出していた火器を、商社の形態をとって統括して行っている。
初期から扱っていたのは56式自動歩槍、54式手槍等の旧ソビエト連邦で開発され、中国国内の工廠で生産していた小火器や戦車である。
近年では中国南方工業集団傘下の企業で新たに設計製造された銃器をヨーロッパ等の銃器見本市に積極的に出展している。
中国は中ソ対立以降、ライセンスが失効してからも旧ソ連が開発した兵器の生産を継続し、ノリンコもこれらの兵器の輸出をソ連の許可なく行っていたため、それが南米のゲリラやアフリカの民兵組織に渡り紛争を引き起こしていると、しばしば非難されてきた。AKシリーズの設計主であるカラシニコフや設計元のイズマッシュ社（旧イジェフスク造兵廠）などが不快感を表す発言をしている。
しかし81式自動歩槍のセールスが好調なため、56式の売り上げは減っている。また、アメリカの自動小銃であるM16やM4カービンのコピー品であるCQ 311シリーズも輸出している。
テロリストの象徴といえばAK-47であるが、近年ではハマースを初めとするイスラム過激派テロリストの自爆予告映像や軍事訓練映像、組織のロゴなどでM16が映っているケースも増えてきた。これは、ノリンコが輸出するM16のコピー品「CQ」か、CQを更にコピーしたイラン、もしくはスーダンのアサルトライフルではないかと考えられる。

## 主な取扱製品

### 小火器
以下、ほぼ全ての銃器がノリンコグループ外の中国南方工業集団傘下企業による製品である。
- NR-08 - ドイツ製H&K MP5短機関銃のコピー。
- 92式手槍(QSZ-92) - 拳銃。
- 54式拳銃 - ソビエト連邦製トカレフTT-33拳銃のコピー。
  - Model M-201C - 54式拳銃の民生モデル。使用弾が9x19mmパラベラム弾に変更され、エジプトが輸出用に開発したTT-33の9x19mmコピーであるTokagypt 58と類似したマニュアルセーフティを備える。
  - Model 213 - 同上。
  - NP-17 - Model M-201Cのツートンカラーモデル。
- NZ-75 - チェコスロヴァキア製Cz75拳銃のコピー。
  - NZ-85B - チェコスロヴァキア製Cz85拳銃のコピー。
  - NP-40 - チェコスロヴァキア製Cz85の使用弾薬を.40S&W弾に変更した上でコピーしたもの。
- NP-22 - スイス製SIG SAUER P226拳銃のコピー。輸出時にNP226あるいはNC226から改名された。
  - NP-34 - スイス製SIG SAUER P228拳銃のコピー。輸出時にNP228あるいはNC228から改名された。
  - NP-56 45ACP - スイス製SIG SAUER P220拳銃の使用弾薬を.45ACPに変更した上でコピーしたもの。
  - NP-58 - スイス製SIG SAUER P226拳銃の使用弾薬を.40S&W弾に変更した上でコピーしたもの。
- M-1911A1 - アメリカ製M1911A1拳銃のMIL規格モデルのコピー。ガンブルーの表面処理がなされている。
  - M-1911A1-P - M-1911A1にリン酸塩皮膜処理を行ったモデル。
  - M-1911A1-TT - M-1911A1のツートンカラーモデル。
  - 1911A1-Sport-B - M-1911A1のスポーツモデル。
  - 1911A1-Sport-TT - 1911A1-Sport-Bのツートンカラーモデル。
  - M-1911A1C - M1911A1の短縮型「コルト・コンバットコマンダー」のコピー。
  - NP-30 - M1911A1のタクティカルモデルのコピー。
  - NP-29 - M1911A1の使用弾薬を9x19mmパラベラム弾に変更した上でコピーしたもの。
  - NP-28 - M1911A1の9x19mmパラベラム弾ハイキャパシティモデルのコピー。
  - NP44 - M1911A1のハイキャパシティモデルのコピー。
  - M1911A1 C - M1911A1の使用弾薬を.38スペシャル弾に変更した上でコピーしたもの。
- M93 - アメリカ製コルト・ウッズマン拳銃の使用弾薬を.22LRに変更した上でコピーしたもの。
- NP-18 - ハンガリー製P9R拳銃のコピー。
- M14S - アメリカ製M14小銃の民生モデルであるM1Aのコピー。M305としても知られる。
- CQ 311 - アメリカ製M16小銃のコピー
- 56式半自動歩槍 - ロシア製SKSカービンのコピー。
- 56式自動歩槍 - ロシア製AK-47のコピー。
  - MAK-90 - 56式自動歩槍の民生用モデル。半自動射撃のみ[4]。
  - NHM-90 - 1994年にアメリカで施行された連邦攻撃武器規制法に適応した56式自動歩槍の民生用モデル。機関部にw/1.5mmと刻印され、サムホールストックを備える。着剣具と銃口消炎器が除かれている。半自動射撃のみ。
- 81式自動歩槍
- 86S式自動歩枪 - ブルパップ型アサルトライフル。
- 87式グレネードランチャー - 35mmグレネードランチャー。QLZ87とも呼ばれる。
- 88式狙撃銃 - QBU-88とも呼ばれる。
- 95式自動歩槍 -QBZ-95としても知られる。
  - 95式班用機槍 - 95式自動歩槍の分隊支援火器モデル。QBB-95としても知られる。
- 03式自動歩槍
- 191型5.8mm自動歩槍
- NDM-86 - ドラグノフ狙撃銃のコピー。.308ウィンチェスター弾や7.62x54mmR弾を使うモデルがある。
- ノリンコYL-1887L - ウィンチェスターM1887散弾銃のコピー。
- ノリンコYL-1897 - ウィンチェスターM1897散弾銃のコピー。
- ノリンコHP9-1 - レミントンM870散弾銃のコピー。ノリンコ982としても知られる。
- ノリンコJW-103 - ボルトアクション式の狩猟用小銃。
- ノリンコ ハンター - IMIガリルのコピー。木製ハンドガード及び固定式曲銃床を備えている。
- 69式ロケットランチャー - 対戦車ロケット発射機。ロシア製RPG-7のコピー

### 車両など
- 63式水陸両用戦車
- 99式戦車
- WZ-523装輪装甲車
- 98式対戦車ロケット - 120mm対戦車ロケットシステム。PF-98としても知られる。
- 23-2K - ロシア製航空機用機関砲NR-23のコピー。
- ZM-87 - 小型レーザー兵器
- テヘランメトロ5号線